# Alonso de Andrade
Alonso López de Andrade (Toledo, 1590-Madrid, 20 de junio de 1672) fue un escritor e historiador jesuita español.

## Biografía
Formado en Toledo, entró en el noviciado de la Compañía de Jesús en Madrid en 1612. Fue rector del colegio de la compañía en Plasencia y Alcalá de Henares, pasando posteriormente a predicar en el ámbito de las misiones populares, particularmente en Andalucía, Castilla la Nueva, Extremadura, Orán y Canarias.
En su faceta literaria, fue un prolífico autor asceta, con treinta y cuatro publicaciones. De su producción literaria, en Historia de la Compañía de Jesús en la asistencia de España, obra de 1912 de Antonio Astrain, se destacan: El buen soldado católico y sus obligaciones, obra dividida en dos partes y publicada en 1642; El libro de la guía de la virtud y de la imitación de Nuestra Señora para todos los estados, también de 1642, obra que alcanzó repetidas ediciones aun en vida del autor; Itinerario historial que debe guardar el hombre para caminar al cielo (1648).
Fue continuador de la obra Varones ilustres de la Compañía de Jesús de Juan Eusebio Nieremberg, a la que añadió dos volúmenes, y traductor de los Opúsculos del cardenal italiano Roberto Belarmino.